# Consistórios de Inocêncio II
Esta entrada contém a lista completa dos consistórios para a criação de novos cardeais presididos pelo Papa Inocêncio II, com uma indicação de todos os cardeais criados dos quais há informação documental (76 novos cardeais em 12 consistórios). Os nomes são colocados em ordem de criação.

## 1130
1. Balduino da Pisa, O.Cist., cardeal-presbítero de Santa Maria além do Tibre (falecido em outubro de 1145); abençoado
2. Pedro, criado cardeal-presbítero de São Marcos (falecido em abril de 1130)
3. Stanzio, criado cardeal-presbítero de Santa Susana (falecido antes de dezembro de 1143)
4. Luc, O.Cist., Criado cardeal-presbítero de São João e São Paulo (falecido no final de 1140)
5. Adinolfo, O.S.B., abade do mosteiro de S. Maria di Farfa; criado cardeal-presbítero (título desconhecido) (falecido antes de 1153)
6. Innocenzo Savelli, criado cardeal-presbítero de São Marcos, após abril de 1130 (falecido em 1133)
7. Gregório, criado cardeal-presbítero Santa Priscila (falecido em 1138)
8. Siro, criado cardeal-presbítero (título desconhecido) (falecido em setembro de 1163)
9. Azzone degli Atti, criado cardeal-diácono (diaconia desconhecida) (falecido no final de 1139)
10. Odone Fattiboni, criado cardeal-diácono de São Jorge em Velabro (falecido antes de dezembro de 1162)
11. Gaymer, criado cardeal-diácono de Santo Eustáquio (falecido antes de 1134)
12. Guido da Vico, criado cardeal-diácono de Santos Cosme e Damião (falecido em agosto de 1150)
13. Guido, cônego da Basílica de Latrão; criado cardeal-diácono de Santo Adriano no Fórum (falecido em junho de 1138)
14. Guido, criado cardeal-diácono (diaconia desconhecida) (morreu cerca de 1145)
15. Alberto Teodoli, criado cardeal-diácono de São Teodoro (morreu cerca de 1155)
16. Silvano, criado cardeal-diácono de Santa Lúcia em Septisolio (falecido em 1142)
17. Vassalo, criado cardeal-diácono de Santa Maria em Aquiro (falecido entre abril de 1142 e 1143)
18. Lucio Boezio, O.S.B.Vall., criado cardeal-diácono dos Santos Vito, Modesto e Crescência (falecido em 1144)
19. Vitale Savelli, criado cardeal-diácono de Santa Águeda dos Góticos

## 1132
1. Martino, O.Cist., cardeal-presbítero de Santo Estêvão no Monte Celio (falecido em 1143); beato

## 1133
1. Pietro, O.S.B.Cas., Abade de S. Apollinare (Roma); criado cardeal-bispo de Óstia (falecido em março de 1134)
2. Ubaldo da Lunata, criado cardeal-presbítero (título desconhecido) (falecido em 1144)
3. Angelo, criado cardeal-presbítero de de São Lourenço em Dâmaso
4. Guido, criado cardeal-presbítero (título desconhecido)
5. Ubaldo, criado cardeal-diácono de Santa Maria em Via Lata (falecido em março de 1144)

## 1134
1. Drogon, O.S.B., criado cardeal-bispo de Óstia (falecido no início de 1138)
2. Theodwin, Can.Reg.O.S.A., criado cardeal-bispo de Porto e Silva Candida (falecido em 1153)
3. Stefano, criado cardeal-diácono de Santo Eustáquio (falecido em 1134)
4. Gregorio Papareschi, júnior, criado cardeal-diácono de Santo Ângelo em Pescheria (falecido em 1141)
5. Chrysogone, O.S.B., criado cardeal-diácono de Santa Maria no Pórtico de Otávia (falecido em abril de 1144)
6. Gerardo, criado cardeal-diácono de Santa Maria em Domnica (falecido por volta de 1145)
7. Pedro, criado cardeal-diácono (diaconia desconhecida)

## 1135
1. Ugo, criado cardeal-bispo de Albano (falecido em janeiro de 1136)
2. Griffone, criado cardeal-presbítero de Santa Prudenciana (falecido em junho de 1152)
3. Yves, Can.Reg. São Victor (Paris), criado cardeal-diácono de Santa Maria em Aquiro (falecido em 1139)

## 1136
1. Alberto, criado cardeal-bispo de Albano (falecido antes de fevereiro de 1143)
2. Bernard, criado cardeal-presbítero de São Crisógono (falecido em 1138)

## 1137
1. Stanzio, criado cardeal-presbítero de Santa Sabina (falecido no início de 1143)
2. Cosma, criado cardeal-presbítero de São Pedro Acorrentado (falecido antes de 1158)

## 1138
1. Alberico di Beauvais, O.S.B.Clun., abade da Basílica e Colina de Vézelay; criado cardeal-bispo de Óstia (falecido em novembro de 1148)
2. Guido Bellagi, criado cardeal-presbítero de São Crisógono (falecido antes de março de 1158)
3. Gregório, criado cardeal-presbítero de Santa Maria além do Tibre (falecido em 1155)
4. Raniero, criado cardeal-presbítero Santa Priscila (falecido em meados de 1146)
5. Matteo, criado cardeal-presbítero dos Santos Silvestre e Martinho nos Montes (falecido por volta de janeiro de 1139)
6. Goizzone, criado cardeal-diácono (diaconia desconhecida) (morreu cerca de 1146)
7. Ottaviano de 'Monticelli, reitor de Benevento; criado cardeal-diácono de São Nicolau no Cárcere; eleito antipapa Vitor IV em setembro de 1159 e excomungado pelo papa Alexandre III em 1162 e 1163 (falecido em abril de 1164, sem ter se reconciliado com o Papa legítimo)
8. Ribaldo, capitão canônico da Catedral de Piacenza; criado cardeal-diácono de Santa Maria no Pórtico de Otávia (falecido no final de 1139)
9. Ubaldo, criado cardeal-diácono de Santo Adriano no Fórum (falecido em maio de 1141)

## 1139
1. Hugh de Saint-Victor, Can.Reg.O.S.A., prior da Abadia de São Vítor (Paris); criado cardeal-bispo de Frascati (falecido em fevereiro de 1140-1-2); abençoado
2. Etienne, O.Cist., criado cardeal-bispo de Palestrina (falecido em maio de 1144); abençoado
3. Egmondo, criado cardeal-presbítero dos Santos Silvestre e Martinho nos Montes (falecido em 1145)
4. Presbítero, criado cardeal-presbítero de Santa Prudenciana (falecido no início de 1140)
5. Rabaldo, criado cardeal-presbítero de Santa Anastácia (falecido em maio de 1142)
6. Thomas, criado cardeal-diácono (diaconia desconhecida) (falecido após março de 1141)
7. Raniero, criado cardeal-diácono (diaconia desconhecida) (falecido após março 1140)
8. Goizo, criado cardeal-diácono (diaconia desconhecida)
9. Aimérico, criado cardeal-diácono (diaconia desconhecida)
10. Presbítero, criado cardeal-diácono (diaconia desconhecida)

## 1140
1. Pietro, criado cardeal-presbítero de Santa Prudenciana (falecido entre agosto e dezembro de 1144)
2. Longinus, criado cardeal-presbítero (título desconhecido) (falecido por volta de outubro de 1140)
3. Tommaso, Can.Reg. S. Maria di Crescenzago; criado cardeal-presbítero dos Santos Vital, Valéria, Gervásio e Protásio (falecido em outubro de 1146)
4. Rainaldo di Collemezzo, O.S.B.Cas., Abade de Monte Cassino; criou cardeal-presbítero dos Santos Marcelino e Pedro (falecido em outubro de 1166)
5. Ubaldo, criado cardeal-presbítero de São João e São Paulo (falecido em 1150)
6. Pietro, criado cardeal-diácono de Santa Maria em Aquiro (falecido por volta de 1145)
7. Pietro, criado cardeal-diácono de Santa Maria no Pórtico de Otávia (falecido no verão de 1145)
8. Guido Moricotti, criado cardeal-diácono (diaconia desconhecida) (morreu cerca de 1150)
9. Niccolò criado cardeal-diácono (diaconia desconhecida) (falecido em abril de 1151)
10. Hugues de Foliet, O.S.B., criado cardeal-diácono (diaconia desconhecida) (morreu cerca de 1164)
11. Guido di Castelfidardo, criado cardeal-diácono (diaconia desconhecida) (morreu cerca de 1145)

## 1141
1. Ubaldo Allucingoli, O.Cist., cardeal-presbítero de Santa Praxedes; posteriormente eleito Papa Lúcio III em 1 de setembro de 1181 (falecido em novembro de 1185)
2. Gilberto, criado cardeal-diácono de Santo Adriano no Fórum (falecido em maio de 1149)
3. Gregório, criado cardeal-diácono (diaconia desconhecida) (falecido após fevereiro de 1145)

## 1142
1. Imaro di Frascati, O.S.B., abade geral de sua ordem; criado cardeal-bispo de Frascati (falecido em 1164)
2. Pietro Papareschi, criado cardeal-bispo de Albano (falecido em 1146)
3. Robert Pullen, criado cardeal-presbítero dos Santos Silvestre e Martinho nos Montes (falecido entre setembro e dezembro de 1146 ou 1147)
4. Konrad von Bayern, O.Cist., criado cardeal-diácono (diaconia desconhecida) (falecido em março de 1154), santo